# Acrocythere
Acrocythere is een geslacht van uitgestorven kreeftachtigen uit de klasse van de Ostracoda (mosselkreeftjes).

## Soorten
- Acrocythere alexandria Brenner & Oertli, 1976 †
- Acrocythere aspera Donze, 1965 †
- Acrocythere bicostata Donze, 1968 †
- Acrocythere bizourganensis Andreu & Ettachfini, 1994 †
- Acrocythere cinctata Luebimova, 1973 †
- Acrocythere complanata Masumov, 1966 †
- Acrocythere constricta Donze, 1965 †
- Acrocythere costata Brenner & Oertli, 1976 †
- Acrocythere diversa Donze, 1964 †
- Acrocythere dubertreti Rosenfeld & Honigstein in Rosenfeld et al., 1987 †
- Acrocythere gassumensis Michelsen, 1975 †
- Acrocythere guydemalbosi Neale, 1967 †
- Acrocythere hauteriviana (Bartenstein, 1956) Malz, 1961 †
- Acrocythere howei Hazel & Paulson, 1964 †
- Acrocythere kasachstanica Luebimova, 1973 †
- Acrocythere mimica (Bate & Coleman, 1975) Riegraf, 1985 †
- Acrocythere oeresundensis Michelsen, 1975 †
- Acrocythere pichia Ballent, 1992 †
- Acrocythere pumila Plumhoff, 1963 †
- Acrocythere rectangula Michelsen, 1975 †
- Acrocythere striata Kaye, 1965 †
- Acrocythere tricostata Bate, 1975 †
- Acrocythere troesteri Riegraf, 1984 †